# Petřvald 1-Petřvald
Petřvald 1-Petřvald je název vesnice, části obce Petřvald v okrese Nový Jičín. V roce 2011 měla 1525 obyvatel a nacházelo se v ní 431 domů.
Část leží v katastrálním území Petřvald u Nového Jičína o rozloze 7,59 km2 a Harty (zaniklá vesnice) o rozloze 1,24 km2.